# Céilidh
Céilidh (wym. kejli) to (w dzisiejszym rozumieniu) tradycyjny taniec gaelicki, mający swoje źródła w Irlandii i Szkocji. Spotyka się też pisownię ceilidh, céilí i cèilidh. Zanim popularne stały się dyskoteki i kluby nocne, céilidh odbywały się w piątkowe i sobotnie wieczory w większości miast i wiosek; dziś nadal są powszechnie organizowane. 

## Historia
Początkowo céilidh oznaczało każde spotkanie towarzyskie, niekonieczne połączone z tańcami. 
- The 'ceilidh' is a literary entertainment where stories and tales, poems and ballads, are rehearsed and recited, and songs are sung, conundrums are put, proverbs are quoted, and many other literary matters are related and discussed. ('Ceilidh' to zabawa literacka, podczas której recytowane są opowieści, wiersze i ballady, śpiewane pieśni, zadawane zagadki, cytowane przysłowia, oraz omawiane inne kwestie literackie).[1]

- The ceilidh of the Western Hebrides corresponds to the veillée of Lower Brittany […], and to similar story-telling festivals which formerly flourished among all the Celtic peoples. (Ceilidh na Hebrydach odpowiada veillée w Dolnej Bretanii […] i podobnym festiwalom snucia opowieści, które niegdyś cieszyły się popularnością wśród wszystkich narodów celtyckich).[2]

W ostatnich dziesięcioleciach część taneczna céilidh zdominowała starsze znaczenia tego pojęcia.

## Współczesne céilidh
Spotkania céilidh ułatwiały młodym ludziom zaloty i zwiększały szansę zawarcia małżeństwa. Chociaż dziś w dużym stopniu zastąpiły je dyskoteki i kluby nocne, wciąż stanowią ważną i popularną rozrywkę w wiejskich rejonach Irlandii i Szkocji, zwłaszcza zaś w rejonie zachodniego wybrzeża, gdzie mówi się po gaelicku. Niewielkie céilidh są czasem organizowane w domach prywatnych i pubach, na przykład w odległych rejonach wiejskich lub podczas popularnych festiwali. 
Często zdarza się, że kluby lub instytucje takie jak związki sportowe, szkoły i uniwersytety, a nawet pracodawcy, organizują céilidh regularnie lub przynajmniej raz na rok. Nie wszystkie są jednakowo formalne. Niekiedy łączą współczesną muzykę pop ze szkockim zespołem ludowym, a stroje obejmują zarówno tradycyjne szkockie spódniczki, jak i codzienne ubrania. Znajomość podstawowych kroków nie zawsze jest konieczna, a tańce bywają przeplatane śpiewami, recytacją poezji, opowiadaniem historii itp. 
Do instrumentów muzycznych wykorzystywanych podczas céilidh należą skrzypce, flet, piszczałka, akordeon, bodhrán, a w ostatnich czasach również bęben i elektryczna gitara basowa. Muzyka jest wesoła i żywa, a podstawowych kroków bardzo łatwo jest się nauczyć; przed rozpoczęciem tańca odbywa się często krótka lekcja dla nowych tancerzy. 
Spotkania céilidh zostały spopularyzowane na świecie przez szkockich i irlandzkich imigrantów w Kanadzie, Stanach Zjednoczonych, Australii i Nowej Zelandii. 

## Współczesne szkockie cèilidh
Prywatne cèilidh (z akcentem w drugą stronę niż w pisowni irlandzkiej) są obecnie bardzo popularne w Szkocji, zwłaszcza na weselach, przyjęciach urodzinowych i innych wieczornych imprezach. Zespoły cèilidh są różnej wielkości, najczęściej od 2 do 6 muzyków. Tańce różnią się szybkością i złożonością, dzięki czemu mogą w nich brać udział osoby w różnym wieku i na różnych etapach zaawansowania. 
Organizowane są także cèilidh publiczne, m.in. na Uniwersytecie Edynburskim. 
Niektóre zespoły cèilidh między tańcami cèilidh grają muzykę dyskotekową, żeby zachęcić do uczestnictwa większą liczbę osób. 

## Céilidh w kulturze popularnej
- Bohaterowie biorą udział w céilidh w filmie Kena Loacha Wiatr buszujący w jęczmieniu (2006)
- Bohaterowie biorą udział w céilidh w filmie Danny'ego Boyle'a Płytki grób (1994).
- Piosenka Richarda Thompsona Johnny's Far Away opisuje zdradę małżeńską mającą miejsce, gdy mąż podróżuje z zespołem céilidh.